# Plüschow
Plüschow è una frazione del comune tedesco di Upahl.

## Storia
Il 1º gennaio 2019 il comune di Plüschow venne aggregato al comune di Upahl.